# Leslye Headland
Leslye Headland (Maryland, 26 novembre 1980) è una drammaturga, regista e sceneggiatrice statunitense.

## Biografia
Dopo aver frequentato la Staples High School, nel 2002 Leslye Headland ha conseguito un Bachelor of Fine Arts in arti drammatiche presso la New York University. Successivamente ha lavorato come assistente presso la Miramax per sei anni.
Nel 2012 ha debuttato al cinema con The Wedding Party, basato sul suo stesso sceneggiato Bachelorette. Il film ha visto per protagoniste Kirsten Dunst, Lizzy Caplan e Isla Fisher. Tre anni più tardi ha scritto e diretto SWOP: I sesso dipendenti, presentato al Sundance Film Festival. Nel 2019 è stata distribuita su Netflix la serie Russian Doll, di cui è showrunner per la prima stagione. Grazie al suo lavoro ha ricevuto due candidature al premio Emmy.
Nel 2020 la Disney ha annunciato The Acolyte, serie appartenente all'universo di Star Wars e ideata dalla Headland, che ha avuto un costo di produzione di 180 milioni di dollari. Alla sua uscita ufficiale nel 2024 la serie, secondo numerose diverse giornalistiche, è stata vittima di review bombing da parte di utenti razzisti e delusi dal contenuto della serie. The Acolyte è stata ufficialmente cancellata dopo una sola stagione ad agosto 2024.
Attiva anche in campo teatrale, Headland ha sceneggiato un ciclo di sette opere, basate sui sette vizi capitali e messe in scena tra il 2008 e il 2018.

## Vita privata
Nel settembre 2016 ha sposato l'attrice Rebecca Henderson.

## Filmografia

### Regista

#### Cinema
- The Wedding Party (Bachelorette) (2012)
- SWOP: I sesso dipendenti (Sleeping with Other People) (2015)

#### Televisione
- Blunt Talk - serie TV, 2 episodi (2016)
- SMILF - serie TV, 3 episodi (2017)
- Heathers – serie TV, 4 episodi (2018)
- Black Monday - serie TV, 2 episodi (2019)
- Almost Family - serie TV, 1 episodio (2019)
- Russian Doll - serie TV, 4 episodi (2019)
- Single Drunk Female - serie TV, 2 episodi (2022)
- The Acolyte - La seguace (The Acolyte) – serie TV, 2 episodi (2024)

### Sceneggiatrice

#### Cinema
- The Wedding Party (Bachelorette) (2012)
- About Last Night (2014)
- SWOP: I sesso dipendenti (Sleeping with Other People) (2015)

#### Televisione
- Terriers - Cani sciolti (Terriers) - serie TV, 2 episodi (2010)
- Russian Doll - serie TV, 3 episodi (2019)
- The Acolyte - La seguace (The Acolyte) – serie TV, 2 episodi (2024)

## Teatro
- Cinephillia (2008)
- Bachelorette (2010)
- The Accidental Blonde (2010)
- Reverb (2011)
- Assistant (2012)
- The Layover (2016)
- Surfer Girl (2018)
- Cult of Love (2018)

## Riconoscimenti
- Premio Emmy[6]
  - 2019 – Candidatura alla miglior serie commedia per Russian Doll
  - 2019 – Candidatura alla miglior sceneggiatura in una serie commedia per Russian Doll